# AKV Tirolia Innsbruck
Die Akademische katholische Studentenverbindung Tirolia Innsbruck oder AKV Tirolia wurde am 6. Dezember 1893 als nicht-farbentragende Studentenverbindung gegründet. Sie gehört zu den Christlichen Studentenverbindungen.

## Geschichtlicher Hintergrund
Im Zuge der Studentenrevolution im Jahre 1848 formierten sich auch in Innsbruck freiheitlich-nationale Korporationen. In den Jahren 1850–1880 entstanden die Burschenschaften Suevia und Brixia, sowie die beiden Corps Gothia und Raethia, die trotz ihrer geringen Mitgliederzahl, unterstützt von der freiheitlichen Professorenschaft, die Universität beherrschten.
Im Gegenzug folgten katholisch-konservative Verbindungen: 1864 Austria Innsbruck als nunmehr älteste katholische Verbindung in Österreich, 1876 Teutonia Innsbruck, die nunmehr älteste Mittelschulverbindung. Das Bündnis zwischen Kaiser, Adel und Kirche machte es den Liberalen leicht, in den Kreisen der Intelligenz allein den Ton anzugeben. Durch die industrielle Revolution und der sich daraus ergebenden sozialen Frage, drängten aber jetzt auch weniger Bemittelte zum Studium. Aus den sozial eingestellten Vertretern der Konservativen entstand 1898 die christlich-soziale Partei und die Sozialenzyklika Papst Leos XIII. Auch der 1904 gegründete Bauernbund war von dieser neuen gesellschaftspolitischen Gegebenheit ebenso geprägt.

## Gründung
Während dieser sogenannten latenten Revolution wurde 1893 die Verbindung Tirolia gegründet. Als nicht-farbentragende Verbindung lehnte sie den übertriebenen Komment ab und stellte die Freundschaft an die Spitze. Am 6. Dezember 1893 fand die erste Beratung im Gasthof „Goldener Stern“ statt; das Gründungschargenkabinett bestand aus Leopold Huter v. Kurt aus Arzl bei Imst (X), Peter Pfausler v. Bums aus Roppen (FM), Johann Ritzer v. Elmar aus Ebbs (XX) und Heinrich Pauen v. Gernot (XXX). Weiters zählten zu den Mitgliedern der ersten Stunde auch der Amerikaner Wilhelm Nuebl und der Westfale Johann Bäumer.
Am 13. Jänner 1894 folgte das Gründungskollegium im Gasthof „Stern“, am 12. Februar folgte die erste Kneipe mit fünf Füchsen und am 15. April wurden die Farben Grün Weiß Gold als Verbindungsfarben und der Leitspruch In unitate virtus bestimmt. Die offizielle Gründungsfeier fand am 6. Juni statt bei der Vertreter der „Austria“, „Helvetia Oenipontana“ und der Leoverein anwesend waren. Am 10. Mai des Jahres 1898 konnte durch die Mumifizenz der Brüder Anschütz-Kämpfe die erste Fahne geweiht werden. Schon die Herkunft der Gründer vom Land und nicht aus der Hauptstadt bewies den neuen Zug zu Einfachheit und die Einbeziehung der neuen sozialen Schichten im Gegensatz zu den älteren Verbindungen. So wurde Tirolia die erste Verbindung, die den Namen des Heimatlandes auf ihre Fahne geschrieben hatte. Seit 1913 bestand ein Freundschaftsverhältnis zum KV, 1922 wurde Tirolia in den KV aufgenommen und war 1933 Gründungsmitglied des ÖKV.

## Die ersten Verbindungssemester
Gemeinsam mit den anderen katholischen Verbindungen galt es, sich der Alleinherrschaft der Deutschnationalen zu stellen: 1898 waren demzufolge Tirolia und Austria bereits mit 150 Studenten beim Studentenstreik vertreten. Der Streik vereinigte damals noch alle Studenten gegen den Spracherlass der Regierung unter Kasimir Felix Badeni.
Der Hang zur Uniformität war um 1900 besonders lebendig und vorübergehend wurde in der Tirolia das Tragen von Mützen bei Unterhaltungsabenden gestattet, um 1913 aber wieder abgeschafft. Der Streit an den Hochschulen nahm radikale Formen an. 1899 demonstrierten die Nationalen gegen die Ernennung des katholischen Historikers Josef Hirn zum Professor, die katholischen Hochschüler traten mutig für ihn ein. 1900 wurde von der Regierung zeitweise das Farbentragen verboten, 1901 begann der Streit um die italienische juristische Fakultät für Trientiner Studenten, der unwürdige Formen annahm und zur zeitweiligen Sperrung der Universität und riesigen Krawallen führte, die 1904 ein Todesopfer forderten.
Im Jahre 1908 entbrannte der Kulturkampf neu, als der Theologieprofessor Ludwig Wahrmund sich auf die Seite der Nationalen und antikirchlichen Vertreter schlug. Generalstreik für und wider Wahrmund waren die Folge; die katholischen Verbindungen hatten mittlerweile in ihrer Schlagkraft, wie auch zahlenmäßig die Parität hergestellt und traten für die Gleichberechtigung und die Anerkennung der konfessionellen Verbindungen durch den akademischen Senat ein.

## Der Austrofaschismus
Anfang der 30er Jahre begann ein großer Ansturm reichsdeutscher Studenten auf die Universität Innsbruck und mit ihm ein großer Mitgliederschub für die Burschenschaften: gegenseitige Provokationen zwischen den beiden Lagern, Straßenkämpfe und Krawalle waren die Folge. Die Verschärfung des Konflikts wurde aber auch durch den NSDStB (Nationalsozialistischer deutscher Studentenbund) gefördert. Die deutsche Studentenschaft wurde von deutschnationalen Studenten unterwandert. Deswegen aber auch wegen des schon bestehenden Spannungsverhätnisses zwischen Katholischen und Nationalliberalen wurde der DStI zweimal aufgelöst: das erste Mal am 21. Februar 1932 durch die Universität und den akademischen Senat sowie ein zweites Mal am 2. Mai 1933 durch die Vereinsbehörde des Landes Tirol. Dieser 2. Auflösung ging der Austritt der KDHÖ aus der DStI voraus und die Auflösungsforderung von Seiten der Arbeitsgemeinschaft der katholisch deutschen Studentenschaft (AG).
Nach 1933 gab es als Ersatz für die DStI eine von katholischen Verbänden gegründete Deutsche Hochschülerschaft Innsbruck (KDHI) und eine Sachwalterschaft. In dieser vom Ministerium für Unterricht geschaffenen Studentenvertretung war die Tirolia führend tätig, 1933/34 war Oswald Peterlunger Sachwalter an der Innsbrucker Universität, ihm folgte 1934 bis 1936 Josef Rieger.
Am 4. März wurde durch Bundeskanzler Dollfuß das Parlament aufgelöst, er regierte diktatorisch mittels eines dem Ausnahmezustand ähnlichen Gesetzes aus dem Jahr 1917. Die Demokratie war gestorben. Am 1. Mai trat die neue Verfassung des Ständestaates in Kraft. Auch Tirol erhielt eine neue ständische Verfassung, was demokratische Organisationsstrukturen auf studentischem Boden ebenfalls beeinträchtigte. Die von oben organisierte Gliederung wurde durch die bereits erwähnte Sachwalterschaft erwirkt.
Die katholischen Verbindungen standen zum österreichischen Staat, obwohl er als diktatorisches System auch nicht unbestritten war. Im Juni 1933 traten beinahe alle katholischen Verbindungen und katholischen Studenten der Vaterländischen Front bei. Auch die Tirolia suchte ihre Identität im neuen Ständestaat und trat als erste KV-Verbindung geschlossen der VF bei. Die katholischen Studenten Innsbrucks waren auch an den Kämpfen der Heimwehren gegen den Schutzbund und die Nationalsozialisten in den Bürgerkriegstagen im Februar und Juli 1934 beteiligt.
1936 wurde auf einem BC der Tirolia beschlossen, die Zugehörigkeit zur Vaterländischen Front nach außen zu zeigen, und neben der KV-Nadel war ein vaterländisches Abzeichen zu tragen. Einen weiteren Beweis der Identifikation Tiroliae mit dem österreichischen Ständestaat findet man in der Ehrenmitgliedschaft des Bundeskanzlers Engelbert Dollfuß. Am 25. Juli 1934 wurde Dollfuß durch die Nationalsozialisten ermordet.
Die deutschnationalen Verbindungen gingen langsam im NS-Studentenbund auf, zum Teil war bei ihnen die Mitgliedschaft bei der SA oder SS sogar Pflicht. Im Gegensatz zu den immer mehr zurücktretenden deutschnationalen standen die katholischen Verbindungen zum neuen Staatsgedanken. Sie hatten auch starken Zulauf, der aber nicht zuletzt berufliche Hintergründe hatte. Die Tirolia hatte im WS 1934/35 zwölf neue Füchse.
Trotz des dauernden Drucks aus Deutschland trat der Anschluss am 11. März 1938 überraschend ein. Die Tirolia berief einen außerordentlichen BC ein, um die Sicherung von Fahne, Wichsen und BC-Buch zu gewährleisten. Fahne und Wichsen kamen zu Bb. Klingler nach Mils, wo diese aber bald beschlagnahmt wurden, die Fahne kam in die Dogana und ging bei einem Bombenangriff zu Grunde. Am 10. April fand die Wahl für den Anschluss statt. Das erst im Juni 1938 verabschiedete Dekret über die Auflösung war nur noch ein vereinsrechtlicher Beschluss. Die De-facto-Auflösung der Verbindungen, die Beschlagnahme der Verbindungsrequisiten und sämtlicher Dokumente fand schon sehr viel früher statt.
Der weitere Lebensweg der Studenten war durch den Wehrdienst vorgezeichnet. Es gab keine Verbindungen mehr, alle Vereine wurden noch 1938 aufgelöst, nur einige Alte Herren konnten sich heimlich treffen. Der Krieg, der auf den Anschluss schon nach eineinhalb Jahren folgte, sorgte für die Zerstreuung der Tirolen an alle Fronten. 21 Bundesbrüder haben diesen Krieg mit ihrem Leben bezahlt.

## Neugründung 1945
Am 7. November 1945 versammelten sich beinahe alle Innsbrucker Alten Herren im traditionellen „Gasthof Stern“ zu einem ersten Philisterconvent. Beschlossen wurde auf dem Convent, die behördliche Anmeldung des Philisterverbandes vorzunehmen und zu versuchen, für das 1938 beschlagnahmte Vermögen Ersatz zu erlangen. Die Anmeldung bei der Polizeidirektion in Innsbruck erfolgte am 10. Dezember 1945. Im darauf folgenden Sommersemester konnte die Aktivitas gemeinsam mit einem aktiven Damenflor bereits ein reges Verbindungsleben verzeichnen. Im Jänner 1948 erschien ein Mitgliederverzeichnis, das immerhin schon 19 Burschen und sieben Füchse aufführte. Von da an begann sich Tirolia weiter aufwärts zu entwickeln.
Die Neugründer der Tirolia waren Andreas Bachlechner, Hans Grünbacher, Rudolf Kathrein, Walter Köck, Walter Meissl, Robert Meissl, Franz Tollinger und Arthur Winkler.

## Bekannte Mitglieder
- Hermann Anschütz-Kaempfe, Erfinder des Kreiselkompasses
- Michael Gamper, Kanonikus, Geistlicher, Publizist, Landtagsabgeordneter
- Josef Noldin, Rechtsanwalt, Gründer der Südtiroler Katakombenschulen
- Franz Kolb, Theologe und Politiker
- Toni Kirchmayr, Künstler
- Peter Paul Pfausler, Psychiater und Landwirtschaftsfachmann
- Herbert Sausgruber, Landeshauptmann von Vorarlberg
- Herwig van Staa, Landtagspräsident Tiroler Landtag, ehem. Landeshauptmann von Tirol
- Otto Muck, Altrektor Universität Innsbruck, ehem. Rektor des Jesuitenkollegs Innsbruck
- Emerich Coreth, katholischer Theologe und Philosoph
- Romuald Niescher, Politiker und ehem. Bürgermeister Innsbrucks
- Bruno Hosp, italienischer Politiker

## Verbände, Abkommen, Beziehungen
- KStV Rhenania Innsbruck Schwesterverbindung, gegründet 1895
- KÖHV Leopoldina Innsbruck Tochter- und Freundschaftsverbindung, gegründet 1901
- AV Raeto-Bavaria Innsbruck Enkelverbindung, gegründet 1908
- ÖKV Kartellverband katholischer nichtfarbtragender akademischer Vereinigungen Österreichs, Gründungsmitglied 1933
- ICV Innsbrucker Cartellverband, Freundschaftsabkommen